# هوارد كينغ (صحفي رياضي)
هوارد كينغ (بالإنجليزية: Howard King)‏ هو صحفي رياضي أمريكي، ولد في 1932، وتوفي في 4 مايو 2016.